# Sole di novembre
Sole di novembre è un dipinto di Gigi Comolli. Eseguito verso il 1956, appartiene alle collezioni d'arte della Fondazione Cariplo.

## Descrizione
In questo paesaggio Comolli ricorre allo schema compositivo del gruppo di alberi in primo in una metà dell'opera e dell'apertura prospettica nell'altra metà. Il titolo, non isolato nella produzione del pittore (si veda ad esempio Sole di marzo, dipinto esposto nel 1932 alla galleria Scopinich di Milano) testimonia l'attenzione dell'autore allo studio della luce nelle varie situazioni ambientali, come da tradizione impressionista.